# Coma Pedrosa
Coma Pedrosa é o ponto mais alto de Andorra. Situa-se no noroeste desta nação dos Pirenéus, a apenas cerca de 1 km da fronteira com Espanha, e tem a altitude de 2942 metros. A proeminência topográfica da montanha é apenas de 434 m. A localidade mais próxima é Arinsal, La Massana. Historicamente, esta montanha conferiu uma defesa para as invasões a Andorra.
O cume é apreciado por montanhistas - não é tecnicamente difícil, mas extenuante. Existem diversos lagos de montanha nas encostas do Coma Pedrosa, tais como o Estanys de Baiau, que fica na encosta ocidental, junto à fronteira Andorra-Espanha.